# Отто Шефф
Отто Шефф (нім. Otto Scheff, 12 грудня 1889 — 26 жовтня 1956) — австрійський плавець.
Бронзовий медаліст Олімпійських Ігор 1908 року.